# Bosnia ed Erzegovina ai XX Giochi olimpici invernali
La Bosnia ed Erzegovina ha partecipato ai XX Giochi olimpici invernali di Torino, che si sono svolti dal 10 al 26 febbraio 2006, con una delegazione di sedici atleti.

## Biathlon
| Gara                         | Atleta                | Risultati | Risultati | Risultati   |
| Gara                         | Atleta                | Tempo     | Penalità  | Piazzamento |
| ---------------------------- | --------------------- | --------- | --------- | ----------- |
| Sprint individuale maschile  | Miro Cosic            | 32'56"1   | 4         | 85          |
| Individuale maschile         | Miro Cosic            | 1:08'32"7 | 7         | 83          |
| Sprint individuale femminile | Aleksandra Vasiljevic | 28'10"9   | 1         | 78          |
| Individuale femminile        | Aleksandra Vasiljevic | 1:01'11"8 | 1         | 74          |

## Sci alpino
| Gara    | Atleta           | 1° manche | 2° manche | Tempo totale | Posizione |
| ------- | ---------------- | --------- | --------- | ------------ | --------- |
| Slalom  | Marco Schafferer | 1'01"11   | 56"06     | 1'57"17      | 30        |
| Gigante | Marco Schafferer | 1'39"28   | 1'25"18   | 3'04"46      | 37        |

| Gara    | Atleta      | 1° manche   | 2° manche | Tempo totale | Posizione |
| ------- | ----------- | ----------- | --------- | ------------ | --------- |
| Slalom  | Mojca Rataj | 45"34       | 49"03     | 1'34"37      | 31        |
| Gigante | Mojca Rataj | non partita |           |              |           |

## Sci di fondo
| Gara                   | Atleta          | Tempo d'arrivo | Posizione |
| ---------------------- | --------------- | -------------- | --------- |
| 15 km tecnica classica | Bojan Samardija | 51'28"8        | 89        |

| Gara                   | Atleta            | Tempo d'arrivo | Posizione |
| ---------------------- | ----------------- | -------------- | --------- |
| 10 km tecnica classica | Vedrana Vucicevic | 42'45"8        | 70        |